# 粗壮秦艽
粗壮秦艽（学名：Gentiana robusta）是龙胆科龙胆属的植物。分布在尼泊尔、锡金及不丹以及中国大陆的西藏等地，生长于海拔3,500米至4,800米的地区，常生于地边、山坡、路旁或草甸，目前尚未由人工引种栽培。

## 别名
粗壮龙胆（内蒙古大学学报）

## 异名
- Gentiana pharica Burk.